# Conversana angustata
Conversana angustata är en insektsart som beskrevs av Delong 1967. Conversana angustata ingår i släktet Conversana och familjen dvärgstritar. Inga underarter finns listade i Catalogue of Life.